# Відкритий чемпіонат Франції з тенісу 2002
Відкритий чемпіонат Франції з тенісу 2002  — тенісний турнір, що проходив на відкритому повітрі на ґрунтових кортах Стад Ролан Гаррос у Парижі з 27 травня по 9 червня 2002 року. Це був 101 Відкритий чемпіонат Франції, другий турнір Великого шолома в календарному році.
Чемпіони минулого року в одиночному розряді: Густаво Куертен та Дженніфер Капріаті не зуміли відстояти свої титули. Куертен програв у четвертому колі Альберту Кості, а Капріатті — у півфіналі Серені Вільямс. Коста та Вільямс стали зрештою новими чемпіонами.

## Результати фінальних матчів

### Дорослі
| Одиночний розряд. Чоловіки (Докладніше)                                   |                           |                    |
| Альберт Коста                                                             | Хуан Карлос Ферреро       | 6–1, 6–0, 4–6, 6–3 |
|                                                                           |                           |                    |
| Одиночний розряд. Жінки                                                   |                           |                    |
| Серена Вільямс                                                            | Вінус Вільямс             | 7–5, 6–3           |
| Для Серени це був другий титул Великого шолома й перша перемога в Парижі. |                           |                    |
| Парний розряд. Чоловіки (Докладніше)                                      |                           |                    |
| Паул Гаргейс Євген Кафельніков                                            | Марк Ноулз Деніел Нестор  | 7–5, 6–4           |
|                                                                           |                           |                    |
| Парний розряд. Жінки                                                      |                           |                    |
| Вірхінія Руано Паскуаль Паола Суарес                                      | Ліза Реймонд Ренне Стаббс | 6–4, 6–2           |
|                                                                           |                           |                    |
| Мікст                                                                     |                           |                    |
| Кара Блек Вейн Блек                                                       | Олена Бовіна Марк Ноулз   | 6–3, 6–3           |
|                                                                           |                           |                    |

### Юніори
| Одиночний розряд. Хлопці              |                             |               |
| Рішар Гаске                           | Лоран Рекудерк              | 6–0, 6–1      |
|                                       |                             |               |
| Одиночний розряд. Дівчата             |                             |               |
| Анджелік Віджая                       | Ешлі Гарклроуд              | 3–6, 6–1, 6–4 |
|                                       |                             |               |
| Парний розряд. Хлопці                 |                             |               |
| Маркус Баєр Філіпп Петцшнер           | Раян Генрі Тодд Рейд        | 7–5, 6–4      |
|                                       |                             |               |
| Парний розряд. Дівчата                |                             |               |
| Анна-Лена Гренефельд Барбора Стрицова | Сє Шувей Світлана Кузнецова | 7–5, 7–5      |
|                                       |                             |               |